# Сентурион, Виктор
Виктор Уго Сентурион Миранда (исп. Víctor Hugo Centurión Miranda; 24 февраля 1986 года, Ятаити-дель-Норте) — парагвайский футболист, играющий на позиции вратаря. Ныне выступает за парагвайский клуб «Гуарани».

## Клубная карьера
Виктор Сентурион начинал свою карьеру футболиста в парагвайском клубе «Спортиво Итеньо». В 2006 и 2007 годах он представлял «Такуари», а с начала 2008 по середину 2009 года — «Либертад». Вторую половину 2009 года он провёл за команду «Соль де Америка», а 2010 год — вновь за «Такуари».
В первой половине 2011 года Сентурион защищал ворота колумбийского «Депортиво Кали». 6 февраля он дебютировал в Лиге Постобон, в домашнем матче против клуба «Кукута Депортиво». В середине 2011 года Сентурион вернулся в Парагвай, заключив соглашение с асунсьонской «Олимпией».
В первой половине 2017 года Сентурион защищал ворота парагвайского «Спортиво Лукеньо», а с июля — асунсьонского «Гуарани».

## Достижения
«Олимпия»
- Чемпион Парагвая (2): Кл. 2011, Кл. 2015